# Долина реки Паз
Долина реки Паз (норв. Pasvikdalen) — речная долина в Северной Европе. Долина простирается на 150 км вдоль реки Паз. Частично по долине проходит граница между Норвегией и Россией. В южной части находится на территории Финляндии.
Растительность преимущественно представлена сосновыми и берёзовыми лесами. Флора и фауна включает в себя многие восточные виды, такие как сибирская ель и ондатра. В южной части долины организован международный заповедник Пасвик и находится озеро Инари. В долине расположено множество озёр: Гренсеватн, Хевоскосское водохранилище, Хеюхенъярви, Воуватусъярви, Боссояврре, Скугватн, Сальмиярви, Контиоярви, Клистерватн, Фоссеватн.
Долина имеет очень сухой климат, годовое количество осадков всего 400 мм, и является популярным туристическим местом в Северной Норвегии в середине лета, в июле средняя температура составляет 14 °C — примерно так же, как и в южном Ставангере.